# Café Point
Der Café Point (spanisch Punta Café, im Vereinigten Königreich Lana Point) ist eine Landspitze auf der Ostseite der Plata-Passage in der Wilhelmina Bay an der Danco-Küste des Grahamlands auf der Antarktischen Halbinsel. Sie liegt 3 km östlich der Nansen-Insel sowie ebensoweit südlich des Zapato Point.
Teilnehmer der Belgica-Expedition (1897–1899) des belgischen Polarforschers Adrien de Gerlache de Gomery nahmen am 7. Februar 1898 eine grobe Kartierung vor. Der Name der Landspitze ist erstmals auf einer argentinischen Landkarte aus dem Jahr 1954 zu finden. Das Advisory Committee on Antarctic Names übertrug die Originalbenennung im Jahr 1965 ins Englische. Das UK Antarctic Place-Names Committee dagegen benannte die Landspitze 1960 nach Francesco Lana Terzi (1631–1687), der 1670 den vermutlich ersten Entwurf zum Bau eines Luftschiffs erstellte.